# Бріттані Огастін
Бріттані Огастін (англ. Brittany Augustine; нар. 19 вересня 1991) — колишня американська тенісистка.
Найвищу одиночну позицію світового рейтингу — 498 місце досягла 18 жовтня 2010 року, парну — 276 місце — 24 жовтня 2011 року.
Здобула 1 парний титул туру ITF.

## Фінали ITF
| Легенда         |
| --------------- |
| Турніри $50,000 |
| Турніри $25,000 |
| Турніри $10,000 |

### Парний розряд: 3 (1–2)
| Результат | Ранг | Дата             | Турнір                     | Покриття | Партнерка         | Суперниці                       | Рахунок       |
| --------- | ---- | ---------------- | -------------------------- | -------- | ----------------- | ------------------------------- | ------------- |
| Поразка   | 1.   | 7 листопада 2010 | Toronto Challenger, Канада | Тверде   | Александра Мюллер | Шерон Фічмен Габріела Дабровскі | 4–6, 0–6      |
| Поразка   | 2.   | 18 вересня 2011  | ITF Реддінг, США           | Тверде   | Вітні Джонс       | Ясмін Шнак Марія Санчес         | 6–7, 6–4, 2–6 |
| Перемога  | 1.   | 9 жовтня 2011    | ITF Вільямсбург, США       | Ґрунт    | Елізабет Лампкін  | Силвія Кривач Крістіна Станку   | 6–3, 6–4      |